# Álvaro Jaló
Álvaro Omer So Jaló (sinh ngày 13 tháng 3 năm 1992), hay Álvaro Jaló, là một cầu thủ bóng đá người Bồ Đào Nha thi đấu cho Oriental de Lisboa, ở vị trí tiền đạo.